# Christopher de Paus
Christopher de Paus (Christiania, 20 settembre 1862 – Skodsborg, 10 settembre 1943) fu un collezionista d'arte e filantropo, erede della Tostrup & Mathiesen, cameriere segreto di Sua Santità. Fece copiose donazioni in musei in Scandinavia ed alla chiesa cattolica. Egli è citato negli Acta Apostolicae Sedis e nell'Annuario Pontificio.

## Biografia

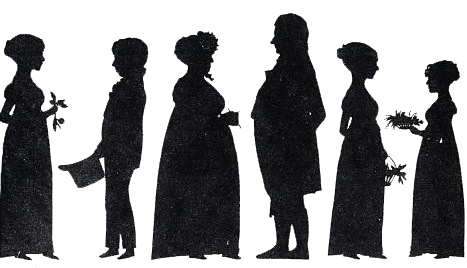
Una silhouette disegnata dal nonno di Christopher Paus, Henrik Johan Paus (il secondo da sinistra), con la madre di Henrik Ibsen, Marichen Altenburg (a destra) ed i suoi genitori Johan Altenburg e Hedevig nata Paus, probabilmente del 1810 circa.

Nato a Christiania, Christopher apparteneva al ramo Skien della famiglia Paus, ed era figlio del maggiore e commissario di guerra a Molde, Johan Altenborg Paus (1833–1894), e di sua moglie Agnes Tostrup (1839–1863). Suo padre era a sua volta figli dell'avvocato e giudice Henrik Johan Paus (1799–1893), che aveva acquistato la tenuta di Østerhaug a Elverum, mentre sua madre era erede del magnate dell'industria del legname Christopher Henrik Holfeldt Tostrup (1804–1881), uno dei due proprietari della Tostrup & Mathiesen, una delle più grandi segherie di Norvegia. Il padre di Christopher Paus era anche primo cugino dello scrittore Henrik Ibsen. In gioventù, Christopher Paus visitò l'ormai famoso Henrik Ibsen a Roma, dove egli viveva. Un suo antenato, Christian Lintrup, era stato uno dei pionieri della professione medica in Norvegia.

Stemma personale di Christopher Paus

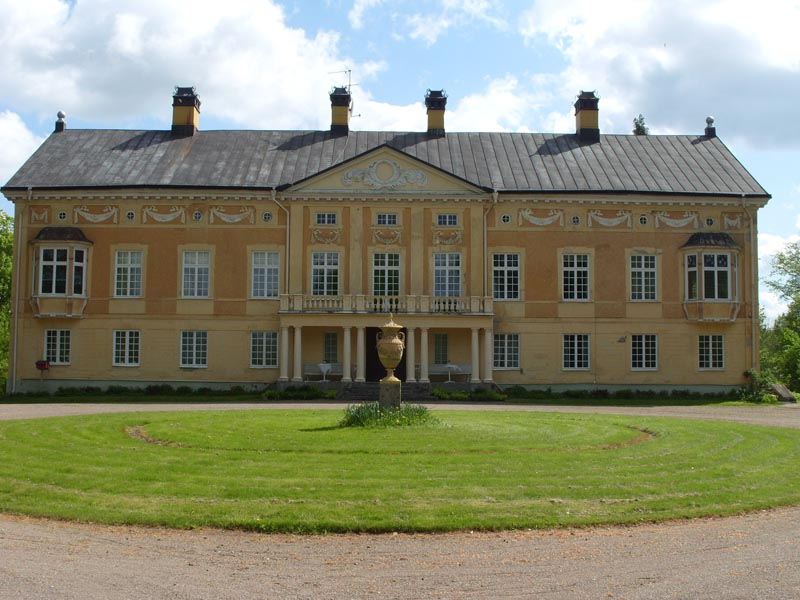
Il castello di Trystorp

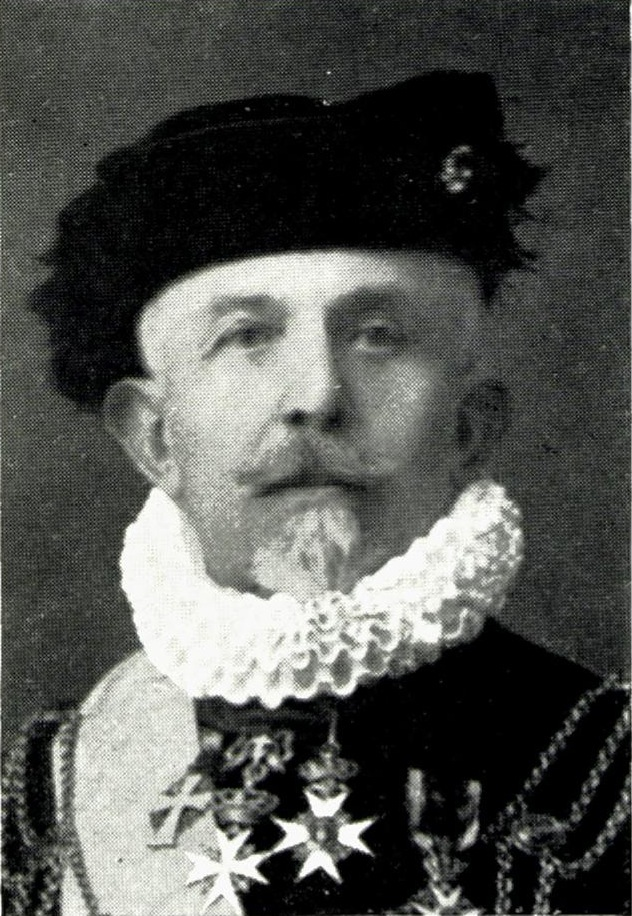
Christopher Paus

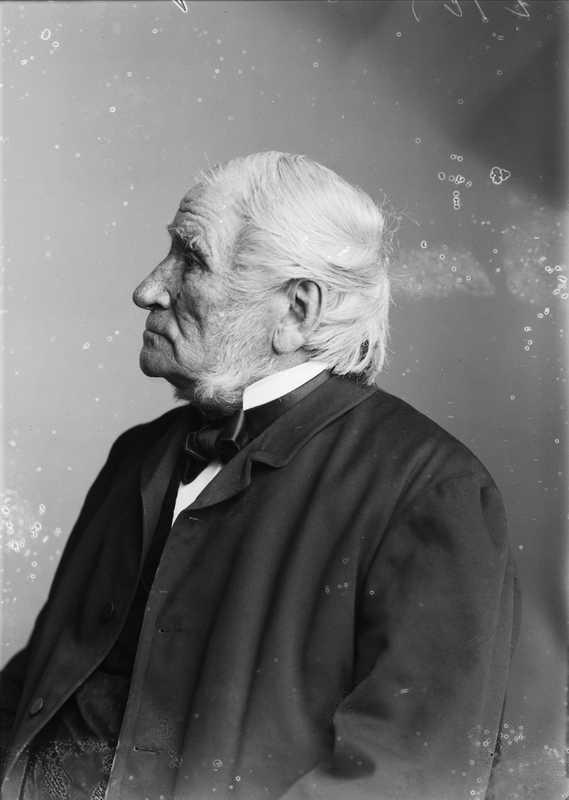
Il nonno di Christopher Paus, il magnate norvegese Christopher Henrik Holfeldt Tostrup

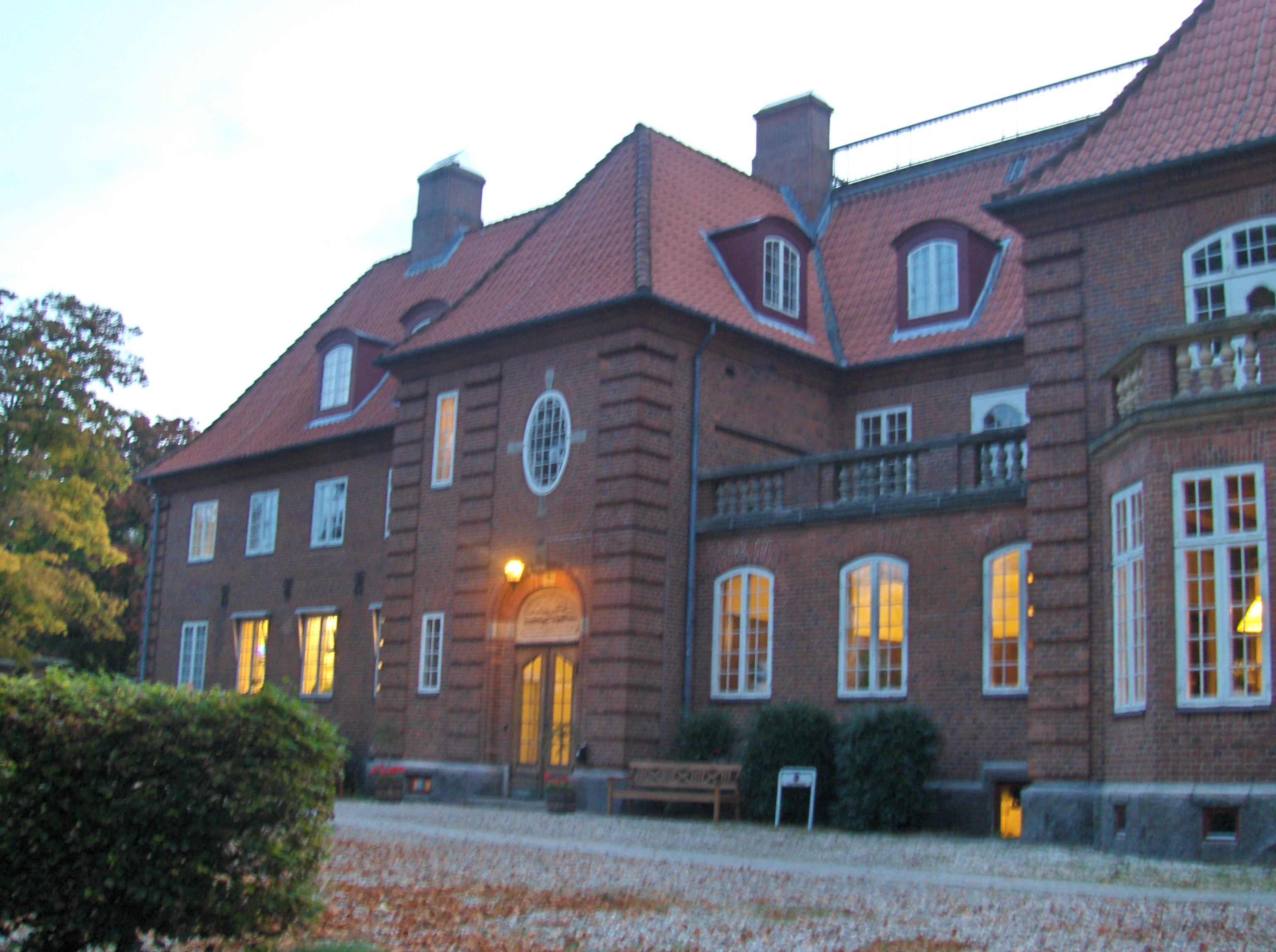
Magleås appena fuori Copenaghen, Danimarca

Christopher Paus ereditò la sua fortuna dal nonno materno e dai suoi due zii morti senza figli, Oscar e Thorvald Tostrup, che erano comproprietari della Tostrup & Mathiesen. La sua famiglia aveva venduto le proprie quote di partecipazione della Tostrup & Mathiesen ai loro partners commerciali, la famiglia Mathiesen negli anni '90 dell'Ottocento e pertanto la compagnia era stata rinominata Mathiesen Eidsvold Værk proseguendo l'attività assieme alla Moelven Industrier. Suo nonno materno possedeva inoltre la grande tenuta di Kjellestad presso Stathelle.
Convertitosi dal luteranesimo al cattolicesimo, Paus venne nominato Cameriere Segreto di Spada e Cappa da papa Benedetto XV il 22 febbraio 1921 e riconfermato a tale carica da papa Pio XI l'8 febbraio 1922 e nuovamente da Pio XII il 7 marzo 1939. Era tradizione del resto in Vaticano che un norvegese cattolico ricoprisse tale posizione e per questo Paus succedette a Wilhelm Wedel-Jarlsberg che aveva retto la carica per molti anni. Il 25 maggio 1923, Pio XI gli concesse il titolo nobiliare di conte, titolo che gli venne poi riconosciuto anche dal re di Norvegia. Interessato agli investimenti terrieri, nel 1892 aveva comprato la tenuta di Narverød presso Tønsberg (Norvegia), quella di Trystorp col castello di Lekeberg (Svezia) nel 1914, e quella di Herresta nella periferia di Mariefred (Svezia) nel 1923. Nel 1942, acquistò la tenuta di Magleås presso Copenaghen in Danimarca, dividendo definitivamente il proprio tempo tra l'amministrazione delle proprie terre e la corte pontificia a Roma.
Christopher Paus fu tra i maggiori collezionisti d'arte e di reperti archeologici greci e romani di tutta la Scandinavia, che in gran parte donò alla Galleria Nazionale di Norvegia nel 1918. Fece altre donazioni a musei dei paesi nordici e di Roma.
Morì a Skodsborg in Danimarca senza figli nel 1943, premunendosi di vendere accuratamente i suoi possedimenti tra membri scelti della sua famiglia. Nel 1938, Herresta venne acquistata dal suo secondo cugino Herman Paus, che aveva sposato la contessa Tatyana Tolstoy, nipote di Lev Tolstoj; i loro discendenti sono a tutt'oggi i proprietari di Herresta e di altri possedimenti in Svezia. Magleås venne ereditata da Thorleif Paus, il quale la vendette alla chiesa cattolica anni dopo. Dopo la morte di Cristopher, come membro della corte pontificia, il papa Pio XII recitò per lui una messa nella sua cappella privata il 14 settembre 1943. Venne sepolto nel Vår Frelsers gravlund di Oslo, nella tomba di famiglia della madre.

## Ascendenza
|                                                                              | |                                                                     | Genitori                                          |  |  | Nonni                                  |  |  | Bisnonni                                              |  |
|                                                                              | |                                                                     |                                                   |  |  | Henrik Johan Paus (1799–1893) Giurista |  |  | Ole Paus (1766–1855) Armatore e proprietario terriero |  |
|                                                                              | |                                                                     |                                                   |  |  | Henrik Johan Paus (1799–1893) Giurista |  |  | Ole Paus (1766–1855) Armatore e proprietario terriero |  |
|                                                                              | | Johanne Plesner (1770–1847) Già vedova di Henrich Ibsen (1765–1797) |                                                   |  |  | Henrik Johan Paus (1799–1893) Giurista |  |  |                                                       |  |
| Johan Altenborg Paus (1833–1894) Maggiore d'esercito e commissario di guerra | |                                                                     |                                                   |  |  | Henrik Johan Paus (1799–1893) Giurista |  |  |                                                       |  |
|                                                                              | | Sophie Lintrup (1806-?)                                             | Christian Lintrup (1768–1844) Medico della contea |  |  |                                        |  |  |                                                       |  |
|                                                                              | | Sophie Lintrup (1806-?)                                             | Christian Lintrup (1768–1844) Medico della contea |  |  |                                        |  |  |                                                       |  |
|                                                                              | | Sophie Lintrup (1806-?)                                             | Johanne Hoelfeldt (1774-?)                        |  |  |                                        |  |  |                                                       |  |
| Christopher                                                                  | | Sophie Lintrup (1806-?)                                             |                                                   |  |  |                                        |  |  |                                                       |  |
|                                                                              | Christopher Henrik Holfeldt Tostrup (1804–1881) Proprietario terriero e co-proprietario della Tostrup & Mathiesen | Nicolay Tostrup (1768–1858) Capitano d'esercito                     |                                                   |  |  |                                        |  |  |                                                       |  |
|                                                                              | Christopher Henrik Holfeldt Tostrup (1804–1881) Proprietario terriero e co-proprietario della Tostrup & Mathiesen | Nicolay Tostrup (1768–1858) Capitano d'esercito                     |                                                   |  |  |                                        |  |  |                                                       |  |
|                                                                              | Christopher Henrik Holfeldt Tostrup (1804–1881) Proprietario terriero e co-proprietario della Tostrup & Mathiesen | Thale Margrethe Resen Holfeldt (1779–1860)                          |                                                   |  |  |                                        |  |  |                                                       |  |
| Agnes Tostrup (?-1863)                                                       | Christopher Henrik Holfeldt Tostrup (1804–1881) Proprietario terriero e co-proprietario della Tostrup & Mathiesen |                                                                     |                                                   |  |  |                                        |  |  |                                                       |  |
|                                                                              | | Julie Camilla Schaft                                                | Andreas Schaft (1760–1826) Ufficiale civile       |  |  |                                        |  |  |                                                       |  |
|                                                                              | | Julie Camilla Schaft                                                | Andreas Schaft (1760–1826) Ufficiale civile       |  |  |                                        |  |  |                                                       |  |
|                                                                              | | Julie Camilla Schaft                                                | Petronelle Nicoline Green (1771–1857)             |  |  |                                        |  |  |                                                       |  |
|                                                                              | | Julie Camilla Schaft                                                |                                                   |  |  |                                        |  |  |                                                       |  |